# Episodi di Westinghouse Desilu Playhouse (seconda stagione)
La seconda stagione della serie televisiva Westinghouse Desilu Playhouse è andata in onda negli Stati Uniti dal 14 settembre 1959 al 10 giugno 1960 sulla CBS.
In Italia questa stagione è stata trasmessa da Telecapri News dal 18 agosto all'8 ottobre 2013.
| nº | Titolo originale           | Prima TV USA      |
| -- | -------------------------- | ----------------- |
| 1  | A Diamond for Carla        | 14 settembre 1959 |
| 2  | The Day the Town Stood Up  | 2 ottobre 1959    |
| 3  | Six Guns for Donegan       | 16 ottobre 1959   |
| 4  | So Tender, So Profane      | 30 ottobre 1959   |
| 5  | Come Back to Sorrento      | 6 novembre 1959   |
| 6  | Border Justice             | 13 novembre 1959  |
| 7  | Lepke                      | 20 novembre 1959  |
| 8  | The Hanging Judge          | 4 dicembre 1959   |
| 9  | Murder in Gratitude        | 11 dicembre 1959  |
| 10 | The Desilu Revue           | 25 dicembre 1959  |
| 11 | Meeting at Appalachin      | 22 gennaio 1960   |
| 12 | Thunder in the Night       | 19 febbraio 1960  |
| 13 | Circle of Evil             | 18 marzo 1960     |
| 14 | The Man in the Funny Suit  | 15 aprile 1960    |
| 15 | City in Bondage            | 13 maggio 1960    |
| 16 | Murder is a Private Affair | 10 giugno 1960    |

## A Diamond for Carla
- Prima televisiva: 14 settembre 1959
- Diretto da: Claudio Guzman
- Scritto da: Will Lorin
- Soggetto di: Sonya Roberts

### Trama
- Guest star: Carla Alberghetti (Maria), Anna Maria Alberghetti (Carla), Argentina Brunetti (Elena), Armand Alzamora (Felipe), Elaine Edwards (Betty Wilson), Wesley Lau (Jerry Wilson), Frank Puglia (Esteban Robalo), Robert Strauss (Fishhead), Lili Valenty (Petronela Robalo), Chana Eden (Rosa), Henry Corden (Jose), Laurie Carroll (Teresa)

## The Day the Town Stood Up
- Prima televisiva: 2 ottobre 1959
- Diretto da: Allen H. Miner
- Scritto da: Lowell Barrington, Allen H. Miner

### Trama
- Guest star: Clu Gulager (Vix), Barbara Stuart (Reva), James Gregory (Martin Burke), Virginia Grey (Zelda), Alberto Morin (barbiere), Theodore Newton (Doc), Peter Whitney (Nameless), Joseph Cotten (Black McSween)

## Six Guns for Donegan
- Prima televisiva: 16 ottobre 1959
- Diretto da: Douglas Heyes
- Scritto da: John Mantley

### Trama
- Guest star: Jack Elam (Clinton), Harry Townes (Charlie), James Franciscus (Clay Darrow), Jean Hagen (Hilda Darrow), George Keymas (Rattles), Paul Genge (Grimm), Lloyd Nolan (Orville Darrow)

## So Tender, So Profane
- Prima televisiva: 30 ottobre 1959
- Diretto da: Jerry Thorpe
- Scritto da: Adrian Spies

### Trama
- Guest star: Adele Mara (Francesca), Margo (Mrs. Silvera), Barbara Luna (Emilia), Pedro Armendáriz (Silvera), Salvador Baguez (Alvarez), Wendell Holmes (tenente Holson), Mario Alcalde (Amoyo), Desi Arnaz (Luis Martinez)

## Come Back to Sorrento
- Prima televisiva: 6 novembre 1959
- Diretto da: James Sheldon
- Scritto da: Joseph Petracca

### Trama
- Guest star: Frank London (Renzo), Steve Peck (Guido), Robert Loggia (Patsy), Virginia Vincent (Angelina), Paul Picerni (Funzy), Marisa Pavan (Maria)

## Border Justice
- Prima televisiva: 13 novembre 1959
- Diretto da: Claudio Guzman
- Scritto da: Albert Ruben, Lowell Barrington

### Trama
- Guest star: Rita Lynn (Elena), Barton MacLane (Wentworth), Neile Adams (Lupe), Bruce Gordon (Bolton), Armand Alzamora (Ramon), Gilbert Roland (El Patron)

## Lepke
- Prima televisiva: 20 novembre 1959
- Diretto da: Jerry Thorpe
- Scritto da: Adrian Spies

### Trama
- Guest star: Sam Jaffe (Yonkers), Caren Lenay (Elsa), Lloyd Bridges (Allie Stein), Joseph Wiseman (Lepke Buchalter), Mike Kellin (Mart), Walter Winchell (narratore)

## The Hanging Judge
- Prima televisiva: 4 dicembre 1959
- Diretto da: Buzz Kulik

### Trama
- Guest star: Warren Berlinger (George), Parley Baer (Gaunt), Jean Hagen (Nora Anderson), Buddy Ebsen (Bret), Harry Dean Stanton (Rafe Daniels), Cindy Robbins (Alice), John McIntire (Downey), Vivi Janiss (Mrs. Downey), James Whitmore (giudice Lee Anderson)

## Murder in Gratitude
- Prima televisiva: 11 dicembre 1959
- Diretto da: Jerry Thorpe
- Scritto da: William Templeton

### Trama
- Guest star: Robin Hughes (Gerald Lester), Lisa Montell (Simone), Patricia Driscoll (Lillian), Trevor Howard (dottor Derek Lester), Michael Pate (Howard), Alberto Morin (ispettore di polizia), Robert Coote (Terry)

## The Desilu Revue
- Prima televisiva: 25 dicembre 1959
- Diretto da: Claudio Guzman
- Scritto da: Bob Schiller, Bob Weiskopf

### Trama
- Guest star: Desi Arnaz (se stesso), Lucille Ball (se stessa), William Frawley (se stesso), Hugh O'Brian (se stesso), Rory Calhoun (se stesso), Hedda Hopper (se stessa), Ann Sothern (se stessa), George Murphy (se stesso), Vivian Vance (se stessa)

## Meeting at Appalachin
- Prima televisiva: 22 gennaio 1960
- Diretto da: Joseph M. Newman
- Scritto da: Adrian Spies

### Trama
- Guest star: Cara Williams (Midge Rospond), Arthur Batanides (Vince), Cameron Mitchell (Gino Rospond), Luther Adler (Sal Raimondi), Bob Considine (narratore), Joseph Sullivan (tenente Hovlick), Johnny Seven (Lou Varni), Nicholas Georgiade (Tommy), Edith Claire (Jean), Frank Behrens (Ed Croswell), Jack Warden (Joe Rogarti)

## Thunder in the Night
- Prima televisiva: 19 febbraio 1960
- Scritto da: Sheldon Reynolds, R. S. Allen

### Trama
- Guest star: Rod Taylor (Bob Carter), Akim Tamiroff (capitano Farago), Sidney Clute (Mike), George MacReady (Paul Reuter), Michael Medwin (Handsome), Graham Bruce (Hanley), Marion Marshall (Ronnie Portman), Massimo Serato (Wilnow), Alex Revides (Billy), Tito Vosburg (Killer), Tiberia Mitri (Chang), Philo Hauser (vecchio), Desi Arnaz (Chris Hunter), Eugene Deckers (Nico)

## Circle of Evil
- Prima televisiva: 18 marzo 1960
- Diretto da: Jerry Thorpe
- Scritto da: Robert Blees

### Trama
- Guest star: Robert Clarke (Wiley Carson), Ken Clark (Lundeen), Felicia Farr (Ruth Vincent), Joe De Santis (La Scalzo), Mason Curry (negoziante), O. Z. Whitehead (Charlie Welsh), Mickey Simpson (Turkey Watson), Hugh O'Brian (Murray Kirk)

## The Man in the Funny Suit
- Prima televisiva: 15 aprile 1960
- Diretto da: Ralph Nelson
- Scritto da: Ralph Nelson

### Trama
- Guest star: Rod Serling (se stesso), Keenan Wynn (se stesso), Bob Mathias (se stesso), Red Skelton (se stesso), William Roerick (Martin Manulis), Maxine Stuart (Sharley Wynn), William Walker (Porter), Ned Glass (sostituto), Robin Blake (ragazza sceneggiatura), Charlene Glazer (segretaria), Joey Faye (Late Comer), Max 'slapsie Maxie' Rosenbloom (se stesso), Ed Wynn (se stesso), Ralph Nelson (se stesso)

## City in Bondage
- Prima televisiva: 13 maggio 1960
- Diretto da: Claudio Guzman
- Scritto da: Adrian Spies

### Trama
- Guest star: Lawrence Dobkin (Simonson), Kevin Hagen (Gilbert), Barry Sullivan (Whitman), Jack Weston (Rosenthal), Robert Ellenstein (Rose), Ed Begley (Becker)

## Murder is a Private Affair
- Prima televisiva: 10 giugno 1960
- Diretto da: Earl Bellamy
- Scritto da: Frank Fenton, Lawrence Resner

### Trama
- Guest star: Myrna Hansen (Ingrid), Hal Baylor (Hinkle), David Brian (Bleek), Dina Merrill (Aline Lincoln), Jack Weston (Frankie), Barbara Hines (Jan), Peter Adams (Bannister), Kam Tong (Jung Lu), Adam West (Johnny Cinderella)